# ضوء سائل
تقنية الضوء السائل تملكها شركة مقرها نيوجيرسي
تقوم بتطوير وترخيص تقنية العمليات الكهروكيميائية لتصنيع المواد الكيميائية من ثاني أكسيد الكربون
تمتلك الشركة أكثر من 100 براءة اختراع وتطبيقات براءات اختراع للتكنولوجيا التي يمكنها إنتاج مواد كيميائية متعددة مثل الإيثيلين جلايكول والبروبيلين والأيزوبروبانول والميثيل ميثاكريلات وحمض الأسيتيك.
يمكن استخدام تقنية الضوء السائل لإنتاج أكثر من 60 مادة كيميائية ، ولكن أولى عملياتها المستهدفة هي إنتاج أحادي إيثيلين جلايكول الذي يبلغ سوقه السنوي 27 مليار دولار.
يستخدم أحادي إيثيلين جلايكول في صناعة مجموعة واسعة من المنتجات الاستهلاكية بما في ذلك الزجاجات البلاستيكية ومضادات التجمد وألياف البوليستر.

## تاريخ الشركة
بدأت تقنية الضوء السائل عملياتها في عام 2009 في جامعة برينستون للتحويل الكهروكيميائي لثاني أكسيد الكربون إلى مواد كيميائية ، ثم بدأت بعد ذلك في تطوير تقنية إضافية للتنفيذ التجاري وتوسيع عروض المنتجات المحتملة.

## تقنية
تعتمد تقنية الضوء السائل على مبادئ الكيمياء الكهربية والتقليل الكهروكيميائي لثاني أكسيد الكربون .
أولاً بتحويل ثاني أكسيد الكربون إلى وسيط كربوني يسمى الأكسالات أو حمض الأكساليك .ثم يتم تحويل الأوكسالات إلى أحادي إيثيلين جلايكول في خطوات عملية منفصلة والتي من المحتمل أن يكون لها تكاليف إنتاج أقل من العمليات القائمة على البترول.
طور الضوء السائل تقنية إضافية لصنع منتجات أخرى من حمض الأكساليك بما في ذلك حمض الجليكوليك وحمض الجليوكسيليك وحمض الخليك والإيثانول .